# Garaeus olivescens
Garaeus olivescens är en fjärilsart som beskrevs av Moore 1888. Garaeus olivescens ingår i släktet Garaeus och familjen mätare. Inga underarter finns listade i Catalogue of Life.